# Javier Agirre Erauso
Javier Agirre Erauso (Irún, Guipúzcoa, 31 de marzo de 1975) es un director de fotografía español.

## Biografía
Cursó estudios de Técnico en Electrónica de Comunicaciones en el Instituto Bidasoa de Irún y posteriormente, estudió en la Escuela de Imagen y Sonido de Andoáin (ESCIVI) las especialidades de Técnico en Imagen y Sonido y Dirección de Fotografía. Desde que comenzó a trabajar, ha participado en innumerables proyectos tanto en largometrajes como cortometrajes, así como realizando spots publicitarios y videoclips.

## Premios y candidaturas

### Premios Goya
| Categoría        | Año  | Película              | Resultado |
| ---------------- | ---- | --------------------- | --------- |
| Mejor fotografía | 2018 | Handia                | Ganador   |
| Mejor fotografía | 2020 | La trinchera infinita | Nominado  |
| Mejor fotografía | 2021 | Akelarre              | Nominado  |

## Filmografía
- 2019 Ventajas de viajar en tren (Fotografía)
- 2019 La madre de Mateo (Fotografía)
- 2019 La trinchera infinita (Fotografía)
- 2018 Destierros (Fotografía)
- 2018 Oreina (Ciervo) (Fotografía)
- 2018 Dantza (Fotografía)
- 2017 Tarde para el recreo (Fotografía)
- 2017 Handia (Fotografía)
- 2016 Kalebegiak (Fotografía)
- 2016 Acantilado (Fotografía)
- 2015 Amama (Fotografía)
- 2014 Loreak (Fotografía)
- 2013 Cólera (Fotografía)
- 2013 El método Arrieta (Fotografía)
- 2011 Urrezko eraztuna (Fotografía)
- 2011 Urte berri on, amona! (Fotografía)
- 2011 En la casa del Nazareno (Fotografía)
- 2011 Bi anai (Fotografía)
- 2011 La calma (Fotografía)
- 2011 Bucle (Fotografía)
- 2010 Dragoi ehiztaria (Fotografía)
- 2010 80 egunean (Fotografía)
- 2010 Carta a Julia (Fotografía)
- 2009 Asämara (Fotografía)
- 2009 Sukalde kontuak (Fotografía)
- 2008 On the line (Fotografía)
- 2008 Go!azen (Fotografía)
- 2008 Cotton Candy (Fotografía)
- 2007 Eutsi! (Fotografía)
- 2007 Lucio (Fotografía)
- 2007 Koldobika Jauregi (Fotografía)
- 2007 Cámara negra (Fotografía)
- 2007 El tiempo prestado (Fotografía)
- 2006 Skizo (Fotografía)
- 2005 Aupa Etxebeste! (Fotografía)
- 2005 El relevo (Fotografía)
- 2004 La pelota vasca - la piel contra la piedra (Fotografía)
- 2004 Sahara Marathon (Fotografía)
- 2004 Portal mortal (Fotografía)
- 2004 Amuak (Fotografía)
- 2003 The dragon house (Fotografía)
- 2003 Sabor a menta (Fotografía)
- 2002 El secreto de Bután (Fotografía)
- 2002 Anabel duerme (Fotografía)
- 2002 Tercero B (Fotografía)
- 2002 Macula (Fotografía)
- 2002 La penúltima puerta (Fotografía)
- 2002 Hilotza (Fotografía)
- 2001 Buenas noches, papá (Fotografía)
- 2001 Making of (Fotografía)
- 2001 La pescadilla que se muerde la cola (Fotografía)
- 2001 Ilbera (Fotografía)